# Yemişçi Hasan Paša
Damat Yemişçi Hasan Paša (1535 – 18. října 1603) byl osmanský státník.
Hasan byl původem Albánec a své dětství strávil v Rogově. Poté odešel do Prizrenu, kde dokončil základní vzdělání. Nadále se rozhodl pokračovat na vojenské škole v Istanbulu. Po své vojenské kariéře se Hasan stal velkovezírem (1602–03). V roce 1603 byl popraven sultánem Mehmedem III.
Oženil se s Ayşe Sultan a stal se tak jejím druhým manželem – předtím byla provdána za Damata Ibrahima Pašu.